# Piotr Soszyński
Piotr Włodzimierz Soszyński (ur. 28 listopada 1959, zm. 10 października 2018 w Poznaniu) – polski gitarzysta, współzałożyciel zespołu Super Duo.

## Życiorys
Ukończył XI Liceum Ogólnokształcące w Poznaniu oraz klasy gitary w Poznańskiej Ogólnokształcącej Szkole Muzycznej II stopnia. Był absolwentem automatyki na Politechnice Poznańskiej. W 1984 wraz z Cezarym Krajewskim założył zespół gitarowy Super Duo, grający muzykę hiszpańską, flamenco połączoną z jazzem. Do śmierci Krajewskiego w 1996 zespół koncertował między innymi w Rosji, Finlandii, Francji, Czechach, Korei i Wielkiej Brytanii, występując na takich festiwalach jak FAMA 85, Jazz Jamboree 85, Roskilde Festival 86 w Danii, Jazz Praha 87, De-Bron Dalfsen Holland 90, Muse 90 Berlin, Royal Festival Hall czy Barbican Centre w Londynie. Po śmierci Krajewskiego grupa zawiesiła działalność do 2006, kiedy Soszyński zaczął występować wraz z Przemysławem Hałuszczakiem, a następnie skład uzupełnił jeszcze Grzegorz Kopala.
Piotr Soszyński dokonał nagrań fonograficznych z zespołem Super Duo (grupa wydała do jego śmierci cztery płyty), a także na płyty Aldony Dąbrowskiej, Mai Kraft i Bartka Wrony.
Zmarł 10 października 2018 w Poznaniu i 15 października tego samego roku został pochowany na cmentarzu Junikowskim.
Żonaty z Grażyną Soszyńską, z którą ma syna Antoniego i córkę Zofię.